# ديمو
ديمو قرية تتبع منطقة مصياف في غرب محافظة حماة في سورية.
تقع قرية ديمو إلى الغرب من مدينة حماة وتبعد عن مركز المحافظة 43 كم ويمكن الوصول إليها عبر طريق حماة ـ قرية المجدل باتجاه الغرب أو عن طريق حماة ـ محردة. تجاورها من القرى بلدة جب رملة من الغرب وقرية أصيلة من الشرق ويبلغ عدد سكان القرية 3840 نسمة حسب إحصاء 2009. وتتبع للقرية عدة مزارع هي مزرعة النور ـ مزرعة طيبة ـ مزرعة الخالد ـ مزرعة أبو جرادة وتم تصديق مخطط توجيهي لمزرعة الخالد ومخطط توجيهي لمزرعة طيبة قيد التصديق ويوجد في القرية تل أثري يعود إلى العصر الروماني يطل على القرية من الناحية الجنوبية.
يعمل غالبية أهالي القرية بالزراعة حيث تزرع القرية العديد من المحاصيل الزراعية الرئيسية مثل القمح والقطن والشوندر السكري والبطاطا والخضراوات الصيفية.
كما توجد جمعية فلاحية عدد أعضائها 60 عضواً تقوم بتقديم كافة الخدمات الفلاحية للفلاحين.
يوجد في القرية مدارس لحلقات التعليم الأساسي والتعليم الثانوي بكادر إداري من القرية والقرى المجاورة.
تم إحداث بلدية من الدرجة الرابعة في قرية ديمو بالقرار رقم 39 تاريخ 9 نيسان 1995.